# Orekthophora bicornuta
Orekthophora bicornuta är en insektsart som beskrevs av Ramos 1989. Orekthophora bicornuta ingår i släktet Orekthophora och familjen hornstritar. Inga underarter finns listade i Catalogue of Life.